# Magali Vendeuil
Magali de Vendeuil, de son nom complet Magali Uramie Lucinde Pichon de Vendeuil, née le 18 septembre 1926 à La Vernarède, Gard, et morte le 12 janvier 2009 dans le 16e arrondissement de Paris, est une actrice française.

## Biographie
Pensionnaire de la Comédie-Française de 1950 à 1961, elle était l'épouse de l'acteur français Robert Lamoureux.

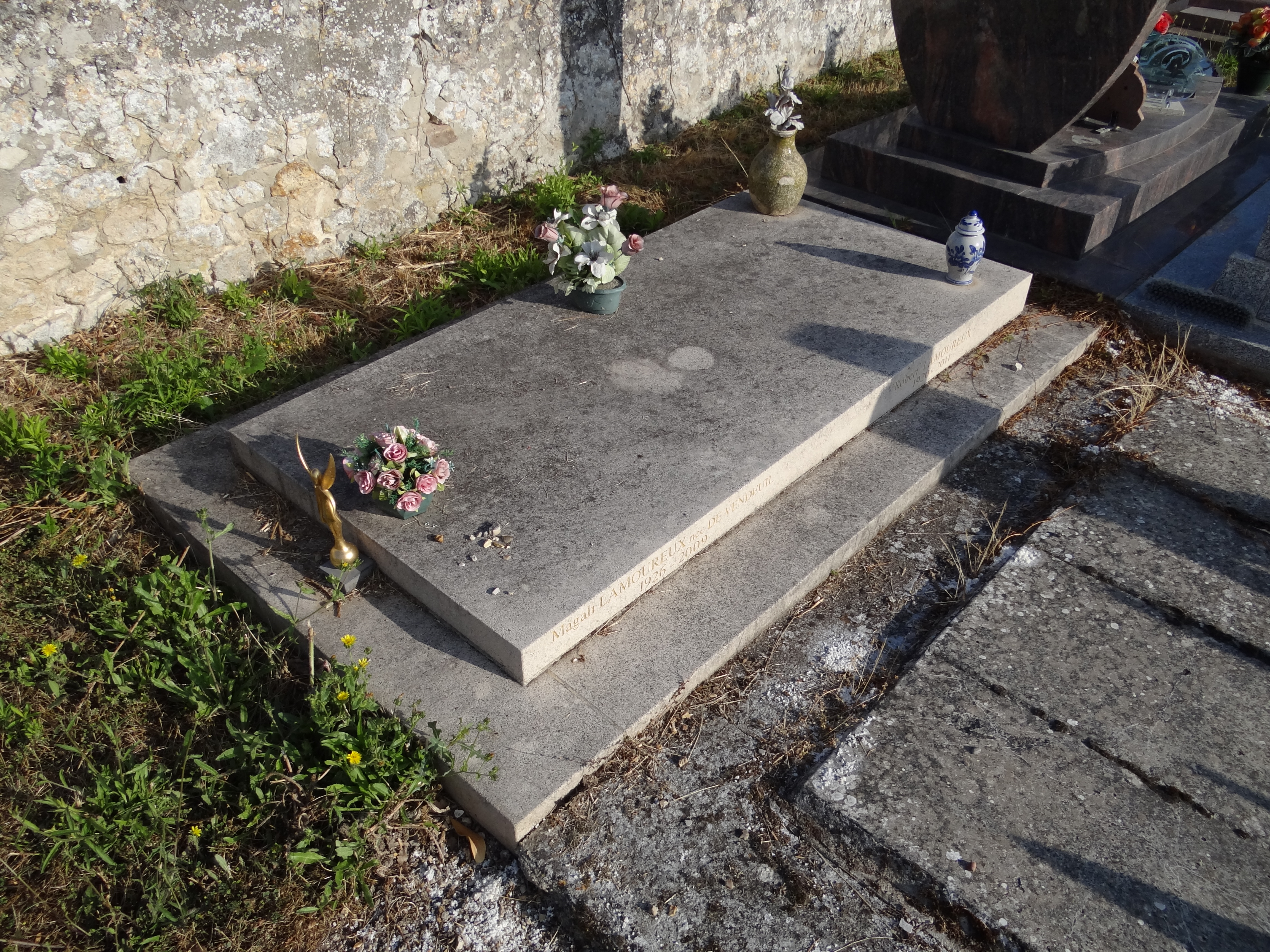
La tombe de Robert Lamoureux et de Magali de Vendeuil au cimetière de Neauphle-le-Vieux (Yvelines).

Elle a été inhumée à Neauphle-le-Vieux le 19 janvier 2009.

## Théâtre
- 1950 : La Robe rouge de Eugène Brieux, mise en scène Jean Meyer, Comédie-Française au Théâtre de l'Odéon
- 1950 : L'Arlésienne d'Alphonse Daudet, mise en scène Julien Bertheau, Comédie-Française au Théâtre de l'Odéon
- 1952 : Un conte d'hiver de William Shakespeare, mise en scène Julien Bertheau, Comédie-Française
- 1956 : Le Demi-monde d'Alexandre Dumas fils, mise en scène Maurice Escande, Comédie-Française
- 1957 : Polydora d'André Gillois, mise en scène de l'auteur, Comédie-Française au Théâtre de l'Odéon
- 1961 : Un rossignol chantait  de Robert Lamoureux, mise en scène Jean Marais, Théâtre des Célestins (Lyon)
- 1967 : Faisons un rêve de Sacha Guitry, mise en scène Robert Lamoureux, Théâtre des Célestins
- 1969 : Frédéric de Robert Lamoureux, mise en scène Pierre Mondy, Théâtre des Ambassadeurs
- 1969 : Échec et meurtre de Robert Lamoureux, mise en scène Jean Piat, Théâtre des Ambassadeurs
- 1976 : Knock de Jules Romains, mise en scène Jean Meyer, Théâtre des Célestins
- 1980 : Le Charlatan de Robert Lamoureux, mise en scène Francis Joffo, Théâtre des Célestins
- 1987 : La Taupe de Robert Lamoureux, mise en scène Francis Joffo, Théâtre Antoine
- 1989 : Adélaïde 90 de Robert Lamoureux, mise en scène Francis Joffo, Théâtre Antoine
- 1993 : L'Amour foot de Robert Lamoureux, mise en scène Francis Joffo, Théâtre Antoine
- 1996 : Si je peux me permettre de Robert Lamoureux, mise en scène Francis Joffo, Théâtre des Nouveautés
- 1999 : Si je peux me permettre de Robert Lamoureux, mise en scène Francis Joffo, Théâtre Saint-Georges

## Filmographie

### Cinéma
- 1952 : Drôle de noce de Léo Joannon : Marie Barbezat
- 1952 : Les Belles de nuit de René Clair : Suzanne, la fille du garagiste/Suzanne 1789
- 1952 : Procès au Vatican de André Haguet : Céline
- 1955 : Une fille épatante de Raoul André : Henriette
- 1955 : Plus de whisky pour Callaghan de Willy Rozier : Doria Varette
- 1957 : Fernand clochard de Pierre Chevalier : Ghislaine Laffont-Dubreuilh
- 1961 : En votre âme et conscience ou Jugez-les bien de Roger Saltel : Dany
- 1973 : Mais où est donc passée la septième compagnie ? de Robert Lamoureux : La mère
- 1974 : Impossible... pas français de Robert Lamoureux : Francine Brisset

### Télévision
- 1957 : La caméra explore le temps (série TV) :
  - 1957 - épisode 1/1 : Marie Walewska : Marie Walewska de Stellio Lorenzi. Magali Vendeuil apparaît quelques minutes pour interpréter Pauline Bonaparte.
  - 1957 - épisode 1/2 : Le sacrifice de Madame de Lavalette de Stellio Lorenzi
- 1960 : La Méprise d'Yves-André Hubert (téléfilm) : Hortense
- 1970-1971 : Au théâtre ce soir (série TV) - réalisation Pierre Sabbagh, théâtre Marigny :
  - 1970 - Frédéric de Robert Lamoureux, mise en scène Pierre Mondy : Louise
  - 1970 - La Brune que voilà de Robert Lamoureux, mise en scène Robert Thomas : Sophie
  - 1971 - Échec et meurtre de Robert Lamoureux, mise en scène Jean Piat : Françoise Thielmans
- 1975 : Ne coupez pas mes arbres de Jacques Samyn (téléfilm) : Maud
- 1981 : Le Charlatan de Philippe Ducrest (téléfilm) : Mme Ourfoule
- 1983-1984 : Emmenez-moi au théâtre :
  - 1983 - La Soupière de Paul Planchon : Hélène Dubard
  - 1984 - Diable d'homme ! de Georges Folgoas : Florence
- 1986 : La Guerre des femmes (série) : Anne d'Autriche
- 1989 : La Taupe d'Yves-André Hubert (téléfilm) : Hélène Moitte
- 1994 : L'Amour foot d'Yves-André Hubert (téléfilm) : Françoise